# Leandro Requena
Leandro Daniel Requena (Malagueño, 11 settembre 1987) è un calciatore argentino, portiere del Dep. Iquique.